# Oneirocritica
Oneirocritica è un saggio in greco antico riguardante l'interpretazione dei sogni, scritto da Artemidoro di Daldi nel II secolo. Si tratta della più antica opera greca esistente sull'argomento, ed è suddivisa in cinque libri. Nella sua opera, l'autore menziona numerose altre opere, da cui la sua trae spunto.
I primi tre volumi del saggio erano destinati ad un ampio pubblico, e trattavano l'argomento dei sogni, mentre gli altri due furono scritti per essere utilizzati dal figlio di Artemidoro, alle prime armi nell'interpretazione dei sogni. All'interno dell'opera, Artemidoro sosteneva che i sogni fossero unici per ogni persona, e che la vita di un individuo influenzasse gli elementi presenti nei suoi sogni.
Il filosofo francese Michel Foucault, che trattò dell'Oneirocritica in La cura di sé, terzo volume della sua Storia della sessualità, descrisse l'opera come una guida pratica all'interpretazione dei sogni.

## Volumi
I primi tre volumi dell'opera suddividono i sogni in alcuni gruppi principali. Il primo è dedicato all'anatomia e al corpo umano: 82 sezioni trattano l'interpretazione di elementi dei sogni come le dimensioni della testa, l'alimentazione e l'attività sessuale. Ad esempio, la sezione 52 afferma, riguardo al corpo umano: "Tutti gli strumenti che tagliano e dividono le cose a metà simboleggiano disaccordi, fazioni e ferite... Gli strumenti che levigano le superfici predicono la fine delle inimicizie".
Il secondo libro, invece, tratta oggetti ed eventi del mondo naturale, come il meteo, gli animali, gli dèi e il volo. La sezione dedicata agli animali, in particolare, comprende mammiferi, creature marine, rettili e volatili: è un'analisi delle possibili interpretazioni di animali nei sogni. Riguardo alla presenza di animali nei sogni, per esempio, Artemidoro afferma che "c'è un'affinità tra tutti gli animali selvatici e i nostri nemici. Un lupo simboleggia un nemico violento... Una volpe indica che il nemico non attaccherà apertamente ma complotterà subdolamente".
Il terzo libro, invece, fornisce ulteriori interpretazioni dei sogni, concentrandosi su varie situazioni e oggetti che possono apparire in essi. In particolare, Artemidoro esamina il significato dei sogni in relazione ai diversi aspetti della vita quotidiana e del mondo naturale.
Nel quarto libro, destinato al figlio, Artemidoro tratta invece la tecnica dell'interpretazione dei sogni. Afferma che l'interprete deve conoscere le caratteristiche della persona di cui vuole interpretare i sogni, come la sua occupazione, la sua salute, le sue abitudini e la sua età. Inoltre, l'interprete dovrebbe scoprire cosa prova il soggetto riguardo a ogni componente del sogno. Infine, nel quinto volume, Artemidoro presenta altri 95 sogni da lui raccolti, affinché suo figlio li utilizzi come materiale di pratica.
All'interno dell'opera, Artemidoro sottolinea la natura empirica della sua ricerca. Per raccogliere testimonianze di sogni da analizzare, ha viaggiato in città della Grecia, dell'Italia e dell'Asia Minore. Inoltre, Artemidoro afferma di aver esaminato tutte le opere esistenti sull'argomento dei sogni e di aver parlato con molti interpreti.

## Traduzione
Nel 1542, l'opera venne tradotta in volgare dal traduttore, scrittore e divulgatore scientifico italiano Pietro Lauro, nella città di Venezia.